# Ifephylus
Ifephylus is een geslacht van wantsen uit de familie van de Miridae (Blindwantsen). Het geslacht werd voor het eerst wetenschappelijk beschreven door Linnavuori in 1993.

## Soorten
Het genus bevat de volgende soorten:

- Ifephylus apis Linnavuori, 1993
- Ifephylus brygos Linnavuori, 1993
- Ifephylus crassicornis Linnavuori, 1993